# 木村昌丈
木村 昌丈（きむら まさたけ、1990年5月1日 - ）は、茨城県守谷市出身のハンドボール選手。日本ハンドボールリーグの大崎電気所属。メディア活動においてはベンヌ所属。

## 経歴
常総市立鬼怒中学校時代は2005年の第14回JOCジュニアオリンピックカップでオリンピック有望選手に選出。茨城県立藤代紫水高等学校時代の2008年には第3回男子ユースアジア選手権の日本代表に選ばれた。
高校卒業後は日本体育大学へ進学。2010年は関東学生ハンドボール・秋季リーグで優秀新人賞を受賞。同年の全日本学生ハンドボール選手権大会（インカレ）では特別賞を受賞した。
2011年は春季リーグで優秀選手に選出。インカレでは優秀選手賞を受賞した。
2012年は春季リーグで最優秀選手賞を受賞。秋季リーグでは優秀選手に選ばれた。同年のインカレでは2年連続で優秀選手賞を受賞した。
2013年に日本ハンドボールリーグの大崎電気へ加入。背番号は「16」。2013-14年シーズンは14試合に出場した。
2014-2015年シーズンから背番号を「12」へ変更。前シーズン限りで守護神の浦和克行が引退し、このシーズンは全16試合に出場した。プレーオフでは決勝で大同特殊鋼に敗れたが、殊勲選手賞に選出された。
2015-16年シーズンはリオ五輪アジア予選の日本代表に選出されたため、出場試合が11試合に減少したが、プレーオフ決勝ではシュート阻止率.512（21/41）を記録し、チームの優勝に貢献。最高殊勲選手賞に選出された。
2016-17年シーズンは全16試合に出場し、リーグトップのシュート阻止数（208）、リーグ2位の阻止率（.382）を記録。初のベストセブン賞に選ばれた。プレーオフでは2年連続の優勝に貢献し、2度目となる最高殊勲選手賞を獲得した。
2017-18年シーズンは18試合の出場にとどまり、リーグ2位の阻止率（.390）を記録した。
2018-19年シーズンは、2018年11月4日の豊田合成戦でフィールドシュート阻止・通算1000本を達成。シュート阻止率はリーグ3位（.361）にとどまった。

## 詳細情報

### 年度別成績
| 年       | チーム   | 試合 | FS 阻止   | 率   | 7m 阻止 | 率   |
| -------- | -------- | ---- | --------- | ---- | ------- | ---- |
| 2013-14  | 大崎電気 | 14   | 109/288   | .378 | 9/23    | .391 |
| 2014-15  | 大崎電気 | 16   | 229/588   | .389 | 6/21    | .286 |
| 2015-16  | 大崎電気 | 11   | 133/318   | .418 | 5/21    | .238 |
| 2016-17  | 大崎電気 | 16   | 208/545   | .382 | 3/18    | .167 |
| 2017-18  | 大崎電気 | 18   | 241/618   | .390 | 8/26    | .308 |
| 2018-19  | 大崎電気 | 23   | 241/667   | .361 | 4/26    | .154 |
| JHL：6年 | JHL：6年 | 98   | 1161/3024 | .384 | 35/135  | .259 |

- 各年度の太字はリーグ最高

### タイトル・表彰

#### 日本ハンドボールリーグ
- 最高殊勲選手賞：2回 (2015年・2016年)
- 殊勲選手賞：1回 (2014年)
- ベストセブン賞：1回 (2016年)

#### 社会人選手権
- MVP：1回 (2015年)
- ベストセブン：2回 (2014年・2019年)

### 記録

#### 日本ハンドボールリーグ
- フィールドシュート阻止数1000本達成：2018年11月4日、対豊田合成戦（富士見市立市民総合体育館）[19]

### 背番号
- 16 (2013年 - 2014年)
- 12 (2014年 - )